# Mortes em 2008
Esta é uma relação de pessoas notáveis que morreram durante o ano de 2008.